# スティリアーノ
スティリアーノ（イタリア語: Stigliano）は、イタリア共和国バジリカータ州マテーラ県にある、人口約4,100人の基礎自治体（コムーネ）。

## 地理

### 位置・広がり

#### 隣接コムーネ
隣接するコムーネは以下の通り。括弧内のPZはポテンツァ県所属を示す。
- アッチェットゥーラ
- アリアーノ
- チリリアーノ
- クラーコ
- ゴルゴリオーネ
- モンタルバーノ・イオーニコ
- サン・マウロ・フォルテ
- サンタルカンジェロ (PZ)
- トゥルシ

## 行政

### 分離集落
スティリアーノには、以下の分離集落（フラツィオーネ）がある。
- Calvera, Caputo, Carpinello, Gannano, Santo Spirito, Serra di Croce